# Benedicto VI
Benedicto VI (* Roma, (¿?)-† junio de 974). papa 134.º de la Iglesia católica de 973 a 974.
Hijo de un tal Hildebrando, Benedicto VI fue elegido papa cuando era cardenal diácono de San Teodoro gracias al apoyo del emperador Otón I.  Sin embargo, se encontró con el rechazo de Crescencio I, hermano del papa anterior, quien prefería sentar en la silla de San Pedro a su candidato, el diácono Francone.
Aprovechando la muerte de Otón I el 7 de mayo de 973, Crescencio encabezó un motín en el que encarceló a Benedicto VI y nombró pontífice a su protegido Francone, que tomó el nombre de Bonifacio VII, quien hizo estrangular a Benedicto en junio de 974 para evitar su liberación por parte de Sicco de Spoleto, el representante del nuevo emperador, Otón II.